# Jevgenij Majorov
Jevgenij Alexandrovič Majorov (rusky Евгений Александрович Майоров; * 11. února 1938 Moskva, † 10. prosince 1997, Moskva) byl ruský lední hokejista hrající v dobách Sovětského svazu. Byl bratrem – dvojčetem hokejisty Borise Majorova.

## Kariéra
Se svým bratrem začali společně hrávat v týmu Spartak Moskva a společně také od roku 1955 nastupovali v sovětské lize. Jevgenij Majorov získal se Spartakem sovětské tituly v letech 1962 a 1967. Po zisku druhého titulu ukončil kariéru, ale v sezóně 1968/69 se k aktivnímu hokeji vrátil a působil ve finském Vehmaisten Urheilijat Tampere. S bratrem působil několik let také v sovětské reprezentaci, jeho kariéra byla ale kratší – v letech 1961 až 1965 stihl vybojovat titul olympijského vítěze z Innsbrucku 1964 a mistra světa z roku 1963, v roce 1961 získal s týmem bronz. Jeho bilance v reprezentaci je 20 gólů ve 42 utkáních.

## Úspěchy a ocenění
Týmové
- olympijský vítěz 1964
- mistr světa 1963, 1964 (hráno jako součást olympiády 1964), bronz z mistrovství světa 1961
- sovětský mistrovský titul se Spartakem Moskva 1962, 1967

Individuální
- člen Ruské a sovětské hokejové síně slávy